# Cardiochiles weidholzi
Cardiochiles weidholzi är en stekelart som beskrevs av Fischer 1958. Cardiochiles weidholzi ingår i släktet Cardiochiles och familjen bracksteklar. Inga underarter finns listade.